# Trichanthera gigantea
Trichanthera gigantea là một loài thực vật có hoa trong họ Ô rô. Loài này được Humb. & Bonpl. ex Steud. miêu tả khoa học đầu tiên năm 1847.

## Hình ảnh

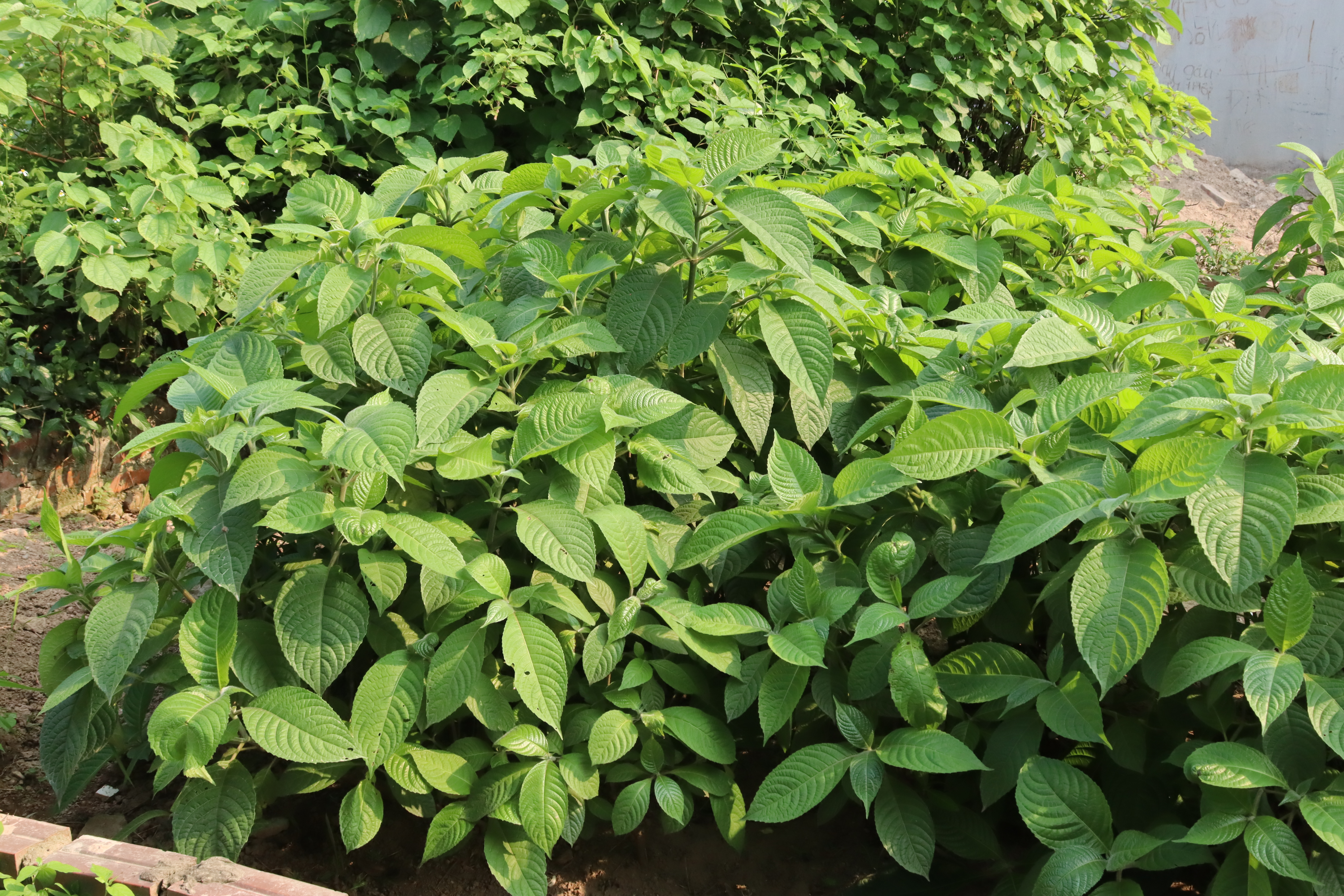
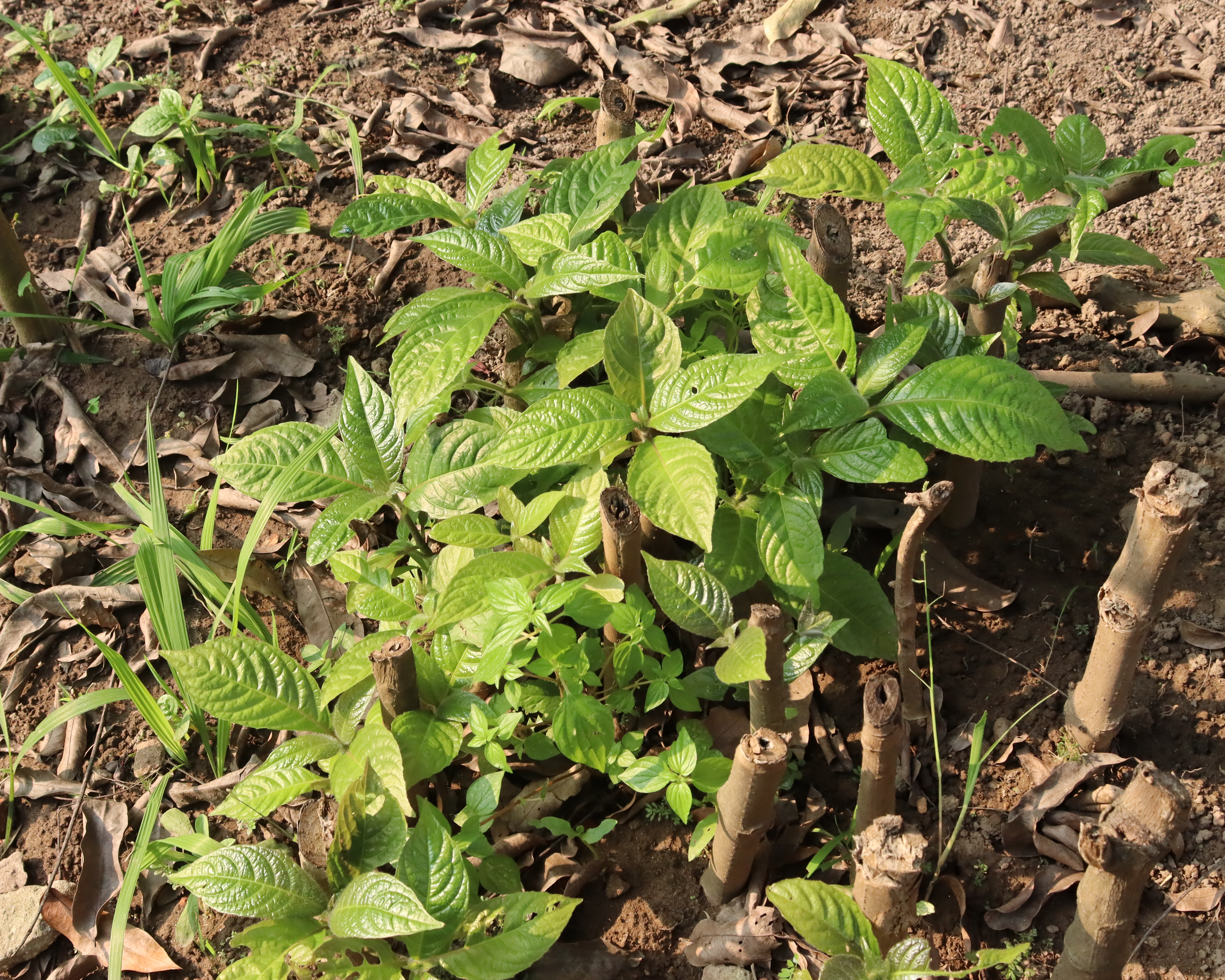
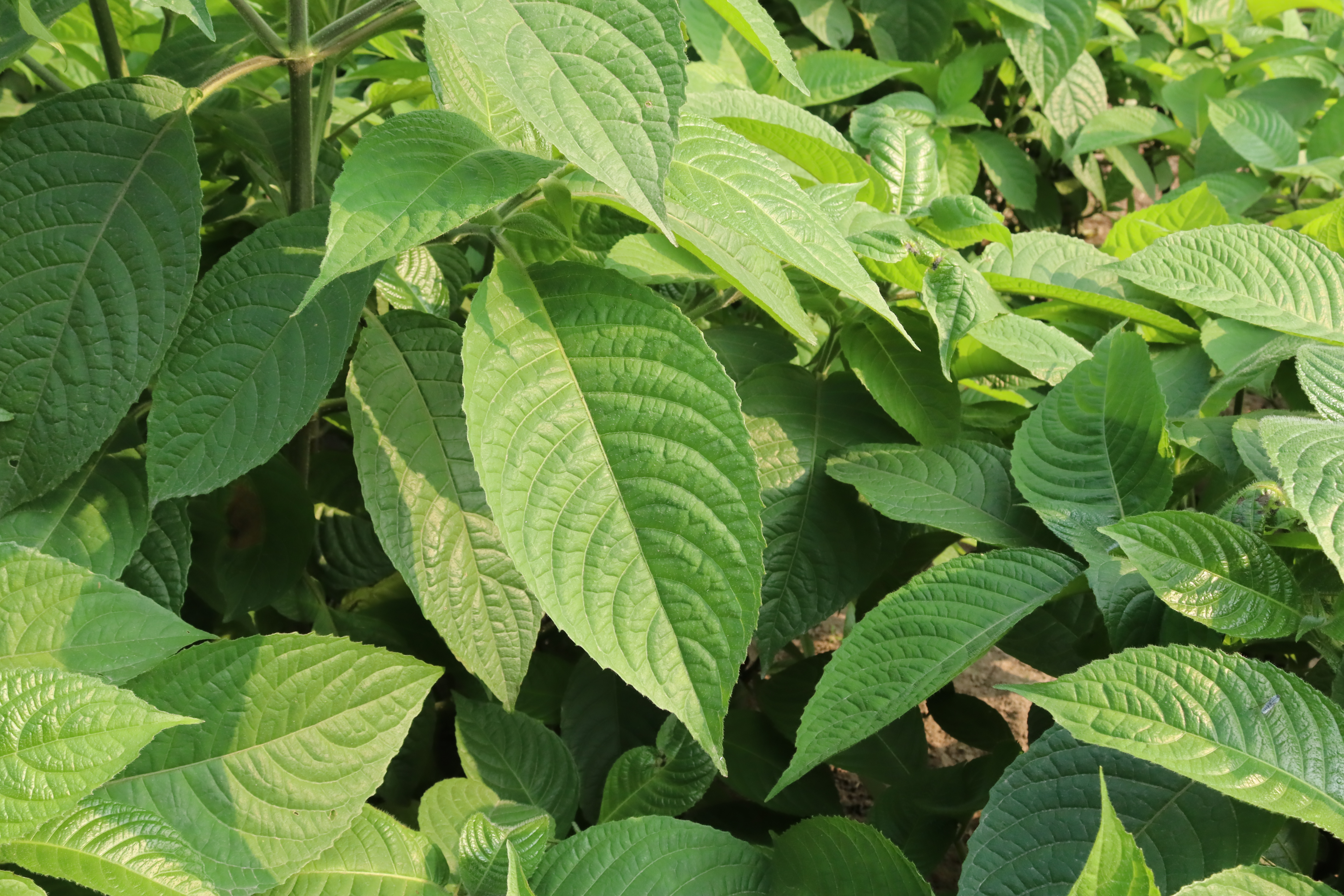
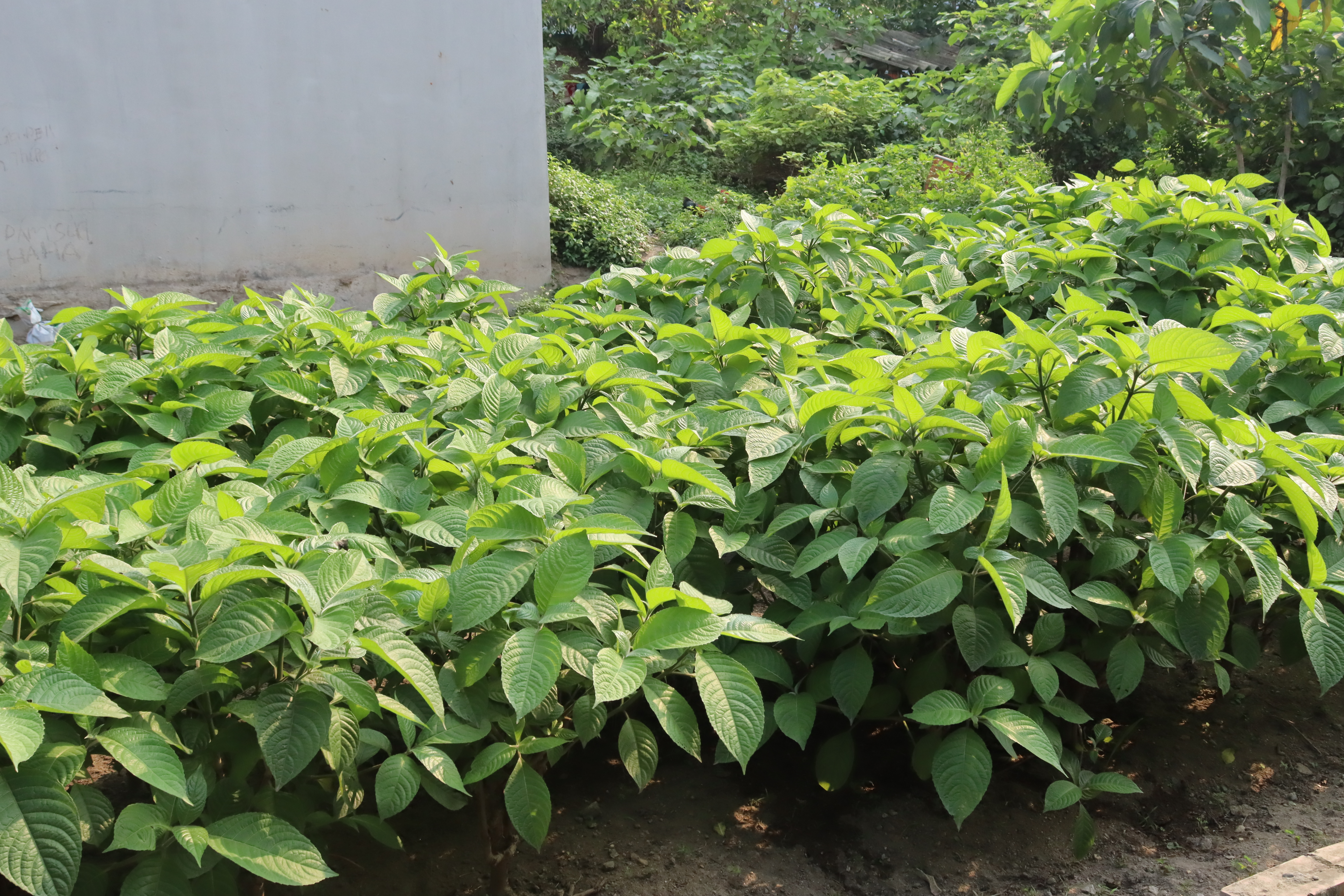